# CONARE-SUTEP
El Comité Nacional de Reorientación del SUTEP, más conocido por sus siglas CONARE-SUTEP, es una facción del Sindicato Unitario de Trabajadores en la Educación del Perú (SUTEP). Fue fundado en el año 2003 por Robert Huaynalaya. Tras la huelga magisterial del 2017, el CONARE-SUTEP se constituyó en la Federación Nacional de Trabajadores en la Educación del Perú (FENATEP). A partir del FENATEP se constituyó el Partido Político Magisterial y Popular.

## Historia

### Fundación
En marzo de 2002, un grupo de profesores opuestos al Comité Ejecutivo Nacional (CEN) del SUTEP organizaron en Cuzco el "I Congreso Macrorregional del Gran Sur y Caminos del Inca del SUTEP". El CEN estaba bajo hegemonía del Partido Comunista del Perú-Patria Roja. En octubre de 2022, se organizó en Arequipa el "II Congreso Macrorregional del Gran Sur" donde se acordó la convocatoria a una huelga nacional indefinida (HNI) para el 14 de mayo de 2003 con el objetivo “y tarea [de] impulsar la organización y la voluntad de lucha de los maestros, rompiendo el hegemonismo del CEN”. En marzo de 2003, se convocó el denominado “Legítimo e histórico Congreso Nacional Extraordinario del SUTEP-Huancayo”.
Debido a la promesa de aumentar los salarios y ante el anuncio de una convocatoria a un concurso público de docentes, el SUTEP convocó una huelga para el 12 de mayo de 2003. Tras cinco semanas de huelga, el CEN del SUTEP firmó los “40 puntos” con el Ministerio de Educación. La facción disidente, liderada por Robert Huaynalaya (vinculado a la facción Proseguir de Sendero Luminoso), acusó de traición al CEN del SUTEP. En octubre de 2003, en la Universidad Nacional Enrique Guzmán y Valle “La Cantuta”, se convocó el Congreso Nacional Estatuario donde se definió “los principios fundamentales para la reorientación y reconstitución del SUTEP” bajo las directrices del pensamiento de José Carlos Mariátegui. En dicho congreso se conformó el "Comité Nacional de Reorientación y Reconstitución" (CONARE) del SUTEP, además de acordarse la creación de "Frentes de Defensa de la Escuela Pública" y la convocatoria a una Convención Nacional para febrero de 2004 con el objetivo de preparar una HNI para aquel año. La presidencia del CONARE-SUTEP quedó bajo el liderazgo de Robert Huaynalaya mientras que la vicepresidencia quedó a cargo de Juan Garro Palacios. Íber Maraví fue vicepresidente de la mesa directiva de bases por regiones.

### Violencia en Ayacucho de 2004
El 18 de junio de 2004, el CONARE-SUTEP convocó una huelga. El objetivo de Huaynalaya era tener un trato directo con el ministerio de educación, sin embargo, el ministerio le cuestionaba el pedido de liberación de “presos políticos” en su pliego de reclamos. La fecha elegida para el inicio de las acciones fue el 21 de junio, en homenaje al levantamiento de Huanta de 1969, y tuvo como centro de acción la ciudad de Ayacucho. En aquella huelga, se reconstituyó el "Frente Único de Estudiantes Secundarios de Ayacucho" (FUESA) y el "Frente de Defensa del Pueblo de Ayacucho" (FREDEPA).
El 1 de julio de 2004, dirigentes de diversos sindicatos, previa coordinación y usando la radio, incitaron a la población a salir a las calles difundiendo la noticia de que dos profesores habían muerto en un desalojo policial, además de la existencia de heridos y desaparecidos. La noticia, que resultó ser falsa, derivó en la destrucción, por parte de la población, de diversas instalaciones, como la sede del gobierno regional, y el saqueo.

### IX Huelga Nacional del SUTEP (2007)
El 5 de julio de 2007, el SUTEP convocó a una huelga. A la convocatoria del SUTEP se unió el CONARE-SUTEP. El 12 de julio, tras el inicio de conversaciones entre el SUTEP y el ministerio de educación, la huelga fue suspendida.  Huaynalaya, que había sido detenido por alterar el orden público, fue liberado el 13 de julio. El 19 de julio, el ministerio de educación convocó a Huaynalaya, Maraví y Garro (por parte del CONARE-SUTEP) a las conversaciones para oficializar la Mesa de Diálogo. Sin embargo, la facción no participó "menos iba a firmar nada". Luego de instalaba la Mesa de Diálogo y anunciada la suspensión de la huelga, Huaynalaya denunció la traición a la huelga a pesar de que se había acordado con anterioridad de que la huelga se daría hasta la instalación de la Mesa de Diálogo. Huaynalaya anunció la convocatoria a un Congreso Nacional para reconstruir el SUTEP.

### División entre el CONARE-Proseguir y el CONARE-MOVADEF
En el año 2008, bajo el liderazgo de Oswaldo Esquivel Caicho, el Frente de Reconstitución del SUTEP (FRESUT-SUTEP), facción ligada al MOVADEF, se relacionó con el CONARE-SUTEP. En el año 2009, el CONARE-SUTEP se dividió en dos facciones: una liderada por Huaynalaya bajo el nombre de CONARE-Proseguir y activo en Junín; y otro llamado CONARE-MOVADEF, bajo el liderazgo de Garro y activo en Puno, Ayacucho, Apurímac, Áncash, Cusco, Tacna, Pasco y Huancavelica. La división se dio luego de anunciarse la inscripción del MOVADEF como partido político. Huaynalaya expulsó a los aliados de Abimael Guzmán y los acusó de "adictos al MOVADEF" y pertenecientes a la "línea oportunista de derecha". Por su parte, la facción del MOVADEF acusó al CONARE-Proseguir de "línea liquidacionista de izquierda".

### Huelgas de 2012
En el año 2012, el CONARE-MOVADEF fue liderado por Alberto Alvizuri, un profesor sin vínculos con el MOVADEF. Meses después, tras un accidente que sufrió Alvizuri, sería elegido Efraín Condori (docente y dirigente puneño encargado de organización de las masas, ligado al MOVADEF y captado en aquel año defendiendo el Pensamiento Gonzalo). Con el ascenso de Condori, el CONARE-MOVADEF se convertiría en la facción dominante dentro del CONARE-SUTEP. La facción de Condori convocó a una huelga magisterial el 20 de junio de 2012, siendo acatada por un 24.6% de docentes.
En Ayacucho, se reportaron enfrentamientos entre los dirigentes del SUTEP-CEN, liderados por Wilson Quispe, y los dirigentes del CONARE-SUTEP en Ayacucho, afín al MOVADEF, liderados por Edilberto Barzola. El gobierno regional de Ayacucho, liderado por Wilfredo Oscorima, tras ser presionado por los docentes liderados por Barzola, se unió con las asociaciones de padres de familia que estaban en contra del CONARE. El FREDEPA, por su lado, apoyó a los docentes del CONARE. El 20 y 21 de agosto se registraron incidentes entre docentes del CONARE y padres de familia, cuando los docentes intentaron impedir el retorno a clases de los alumnos. El 22 de agosto, Barzola firmó un acta de entendimiento con el director regional de Educación, Gualberto Aronés, y el presidente del Consejo Regional, Víctor de la Cruz. Con la firma del acta, la huelga en Ayacucho fue suspendida a cambio de no tomar medidas administrativas en contra de los docentes.  En septiembre, un grupo de docentes liderados por Barzola intentaron desalojar a los profesores del SUTEP-CEN de la Casa del Maestro. El enfrentamiento dejó un profesor herido.
Por su lado, el CONARE-Proseguir quedó representado por Zenón Pantoja. El 15 de agosto, el CONARE-Proseguir convocó una huelga que fue acatada por un 3% de docentes. El 13 de octubre, Pantoja anunció la suspensión de la huelga del CONARE-Proseguir.
En 2013, el liderazgo del CONARE-MOVADEF fue asumida por César Tito Rojas.

### Huelga magisterial de 2017
En 2017, las facciones del CONARE-Proseguir y el CONARE-MOVADEF se unieron tras una Convención Nacional. El 17 de junio de 2017, eligieron a Pedro Castillo como presidente del Comité de Lucha, siendo electo por decisión de Lucio Ccallo (CONARE-MOVADEF) y Zenón Pantoja (CONARE-Proseguir). Castillo no era miembro ni del CONARE ni del MOVADEF, pero fue apoyado por dichas organizaciones.
Por otro lado, se detectó alrededor de 5 mil docentes que eran miembros del MOVADEF. Esto se hizo al cruzar los firmantes en la planilla del MOVADEF cuando solicitaba su inscripción. Según los datos obtenidos, se reportó:
- 948 en Lima Metropolitana
- 840 en Puno
- 763 en Ayacucho
- 443 Ancash
- 318 en Junín

### Fundación del FENATEP
En 2018, el CONARE-SUTEP pasó a dar origen a la Federación Nacional de Trabajadores en la Educación del Perú (FENATEP) bajo el liderazgo de Pedro Castillo, quien además fue su fundador, y vinculada al MOVADEF y a la Nueva Facción Roja (NFR). Durante las marchas convocadas por el CONARE-SUTEP en aquel año, según se reportó, los docentes obligaron a sus alumnos a marchar contra la reforma magisterial del ministerio de educación.  Además, en aquel 2018, Castillo, Mery Coila, Edgar Tello y César Tito Rojas viajaron a Bolivia donde se reunieron con Alex Chamán, del MOVADEF en dicho país.
Posteriormente, Segundo Vásquez Gonzáles asumiría el liderazgo del FENATEP.

### Partido Político Magisterial y Popular
Dentro del FENATEP, se constituyó el Frente Político Magisterial. A partir del Frente, se constituyó el Partido Político Magisterial y Popular, también llamado Partido Magisterial, bajo el liderazgo de Mery Coila, docente perteneciente al MOVADEF. El partido fue concebido como el nuevo partido de Pedro Castillo, quien había resultado electo presidente del Perú. Tras intentar inscribirse como partido ante el Jurado Nacional de Elecciones (JNE) para participar en las elecciones municipales y regionales del 2022, su solicitud fue rechazada debido a que no cumplió con subsanar las observaciones. Otro partido relacionado fue el partido Peruanos Como Tú (PCT), cuyo ideólogo es el abogado Hilso Ramos Cosme, firmante de las planillas del MOVADEF.